# Nikol Płosaj
Nikol Płosaj (ur. 22 maja 1996 w Goleniowie) – polska kolarka torowa, zawodniczka UKS TFP Mróz Jedynka Kórnik.

## Kariera sportowa
Nikol Płosaj od 14 roku życia znajduje trenowała pod okiem Roberta Taciaka w UKS TFP Mróz Jedynka Kórnik. Startuje zarówno w kolarstwie szosowym, jak i torowym. W 2014 roku wywalczyła srebro podczas Mistrzostw Europy Juniorów, w Anadia, w jeździe drużynowej na dochodzenie. Dwa lata później przywiozła dwa srebra z Akademickich Mistrzostw Świata w Tagaytay. Podczas zawodów rozgrywanych na Filipinach finiszowała jako druga w wyścigu ze startu wspólnego oraz kryterium. W tym samym roku zdobyła srebro w drużynowej jeździe na dochodzenie na Mistrzostwach Europy Elity w Saint-Quentin. W 2017 roku zdobyła srebrny medal w drużynowej jeździe na dochodzenie podczas Mistrzostw Europy do lat 23 w Anadii. 
W 2016 roku, w wyścigach drużynowych, zdobyła srebrny medal na Mistrzostwach Europy, a w 2017 roku brązowy.

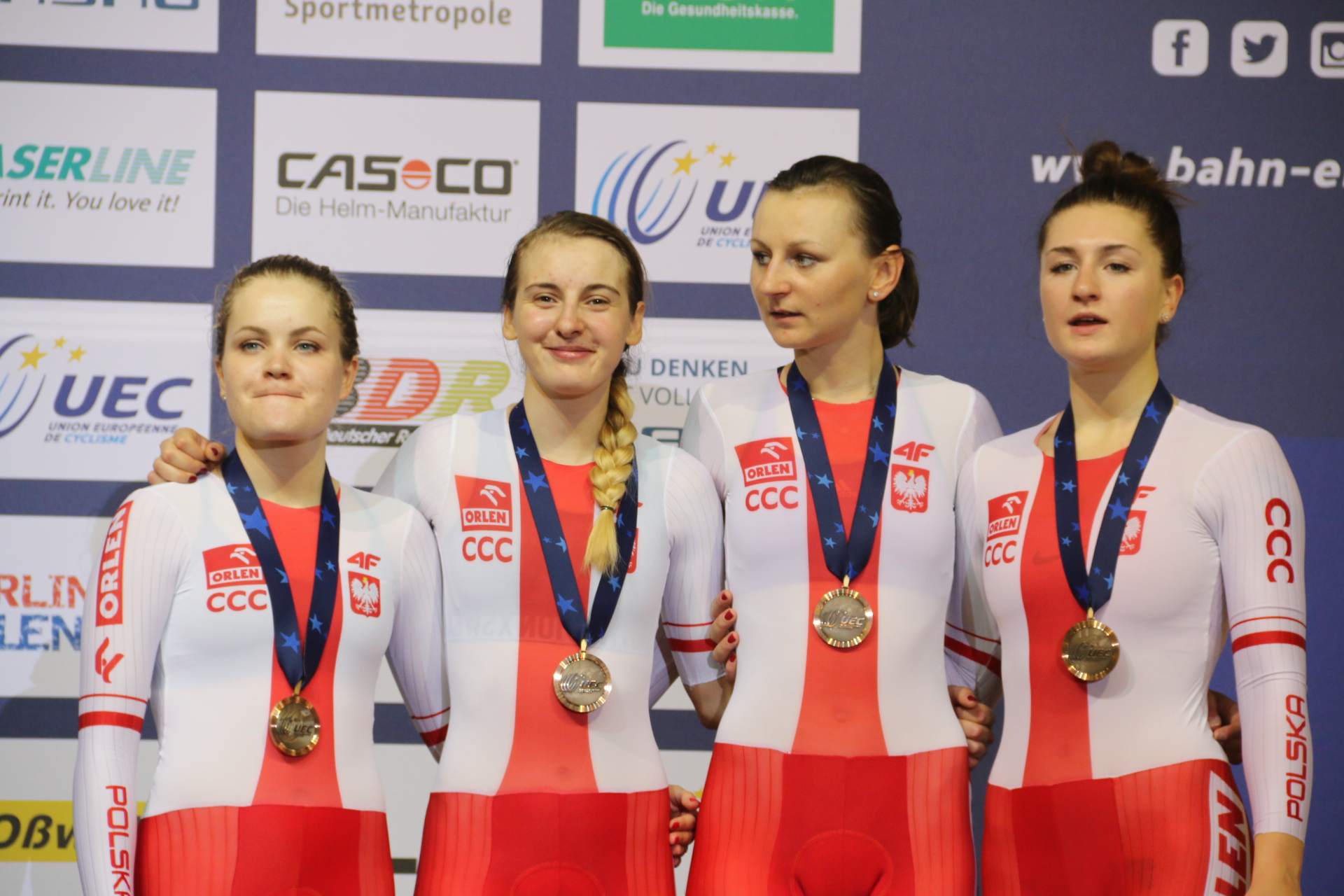
Mistrzostwa Europy do lat 23 w Anadii, 2017

W 2019 roku zdobyła pierwszy indywidualny, brązowy, medal na holenderskim welodromie w wyścigu eliminacyjnym, zwanym też australijskim. W 2019 roku po raz pierwszy stanęła na podium Pucharu Świata w madisonie. Podczas zawodów w nowozelandzkim Cambridge Polki zdobyła srebrny medal razem z Darią Pikulik. Dotychczas najlepszym osiągnięciem zawodniczek w Pucharze Świata w madisonie była czwarta pozycja uzyskana podczas inauguracji tego sezonu w Mińsku.
Nikol Płosaj zdobyła 30 tytułów Mistrzyni Polski w różnych kategoriach wiekowych. Studiuje na Wyższej Szkole Kultury Fizycznej i Turystyki im. Haliny Konopackiej w Lubiczu.